# Howaldtswerke Hamburg

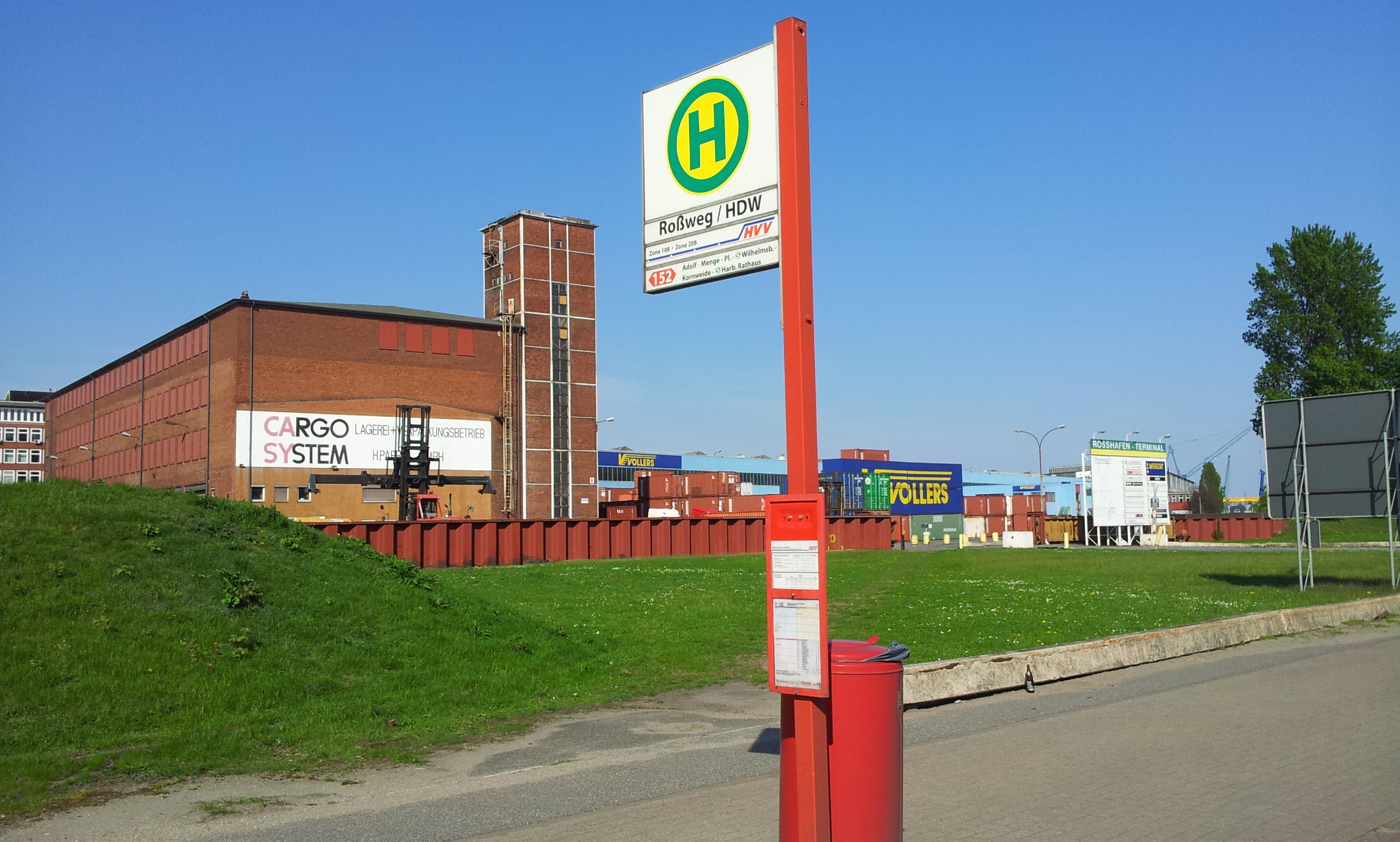
Ehemaliger Eingangsbereich der Howaltswerke am Roßweg, Mai 2012

Die Howaldtswerke Hamburg waren eine der Großwerften auf der ehemaligen Elbinsel Ross im Stadtteil Steinwerder im Hamburger Hafen. Sie entstand 1930 während der Weltwirtschaftskrise durch Aufkauf von Betriebsteilen der insolventen Werften Vulkan und Janssen & Schmilinsky durch die Kieler Howaldtswerke. Bis 1939 war die Werft als Howaldtswerke AG Kiel, Abteilung vormals Vulcan Betriebsteil des Kieler Unternehmens. Nach Kauf der Kieler Werft durch das Deutsche Reich wurde 1939 Hamburg Stammsitz der Howaldtswerke AG. Diese übernahm bereits Mitte 1943 den Kieler Betrieb wieder (Howaldtswerke Kiel). 1952 wurden beide Standorte unternehmerisch getrennt. Die Hamburger Werft firmierte bis 1968 als Howaldtswerke Hamburg A.G., nach dem Zusammenschluss mit der Deutschen Werft zum 1. Januar 1968 wurde sie innerhalb der Howaldtswerke – Deutsche Werft A.G., Hamburg und Kiel (HDW) zum Betriebsteil Werk Ross. Dieses wurde 1985 durch Blohm + Voss erworben und bis zu seiner endgültigen Schließung 1988 als Ross Industrie GmbH weitergeführt.

## Geschichte

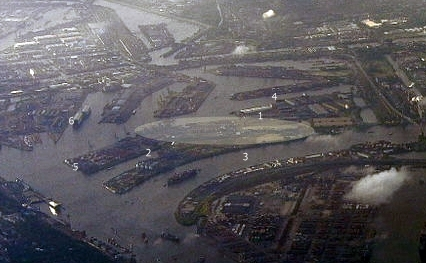
Gelände der ehemaligen Howaldtswerke Hamburg
1 zugeschütteter Vulkanhafen
2 Rest des Kohlenschiffhafens, ehemalige Köhlbrandmündung
3 Köhlbrand
4 Rosshafen
5 Tollerort, heute Containerterminal CTT
(6 Werfthafen Blohm + Voss)

### Vorbedingungen
Mit dem wachsenden Platzbedarf des Hamburger Hafens gegen Ende des 19. Jahrhunderts bezog man das westliche Steinwerder in die Hafenausbaupläne ein. Auf der zwischen Reiherstieg und Köhlbrand, beides Verbindungsarme von Süderelbe und Norderelbe, gelegenen Elbinsel Ross wurden etwa ab 1900 die Hafenbecken Kohlenschiffhafen, Ellerholzhafen und Rosshafen angelegt. Nach der Eröffnung des Hamburger Zweigbetriebs der Stettiner Werft AG Vulcan im Jahr 1909 dienten die Kaianlagen des in Vulkanhafen umbenannten Kohlenschiffhafens zur Ausrüstung der dort gebauten Schiffe. Mit den im Dritten Köhlbrandvertrag festgelegten wasserbaulichen Maßnahmen wurde zwischen 1908 und 1911 parallel dazu der Mündungsbereich des Köhlbrand um 500 Meter elbabwärts verlegt und die ehemalige Köhlbrandmündung als neuer Kohlenschiffhafen verwendet.
Rosshafen und Travehafen fungierten als Binnenschiffhäfen für die Anbindung des Hamburger Hinterlandes.

### Gründung
Zwischen 1911 und 1926 war die Vulkanwerft nach Blohm & Voss die zweitgrößte Werft in Hamburg. Nach erheblichem Rückgang der Auftragslage Mitte der 1920er Jahre wurde das Unternehmen Teil der 1926 gegründeten Deutsche Schiff- und Maschinenbau Aktiengesellschaft (Deschimag). Zwei Jahre später verkaufte der Bremer Konzern den schiffbaulichen Teil an die Howaldtswerke Kiel; die auf dem östlichen Areal am Hachmannkai des Rosshafens gelegenen Maschinenbauhallen der Werft wurden Anfang der 1930er Jahre abgebrochen. Dort baute die MAN-Tochterfirma Motorenwerk Hamburg GmbH ab 1938 in sechs großen Werkshallen einen modernen Betrieb auf. Zusätzlich zu Werftanlagen der ehemaligen Vulkanwerft übernahmen die Howaldtswerke Kiel die auf dem nördlichen Ross am Tollerort gelegene insolvente Werft Janssen & Schmilinsky. Beide Betriebe wurden gemeinsam als Howaldtswerke AG Kiel, Abteilung vormals Vulcan weitergeführt.

### Im Nationalsozialismus
Nach der Machtergreifung Hitlers und der NSDAP Ende Januar 1933 kam den Hamburger Großwerften eine besondere Bedeutung zu. Zum einen sollten Arbeitsplätze im strukturschwachen Hamburg gesichert werden, zum anderen wurde auch die Aufrüstung der Wehrmacht forciert. Bereits 1934 wurde die Produktion der Howaldtswerke zu nahezu 75 Prozent durch staatliche Zuschüsse finanziert. Der Haupteigentümer der beiden Howaldtswerke, Heinrich Diederichsen, verkaufte im März 1937 seine Aktienanteile an die staatlichen Deutschen Werke, damit war das Deutsche Reich alleiniger Aktionär. Der Firmensitz wurde 1939 nach Hamburg verlegt und beide Betriebsteile bis 1943 der Kriegsmarine unterstellt.

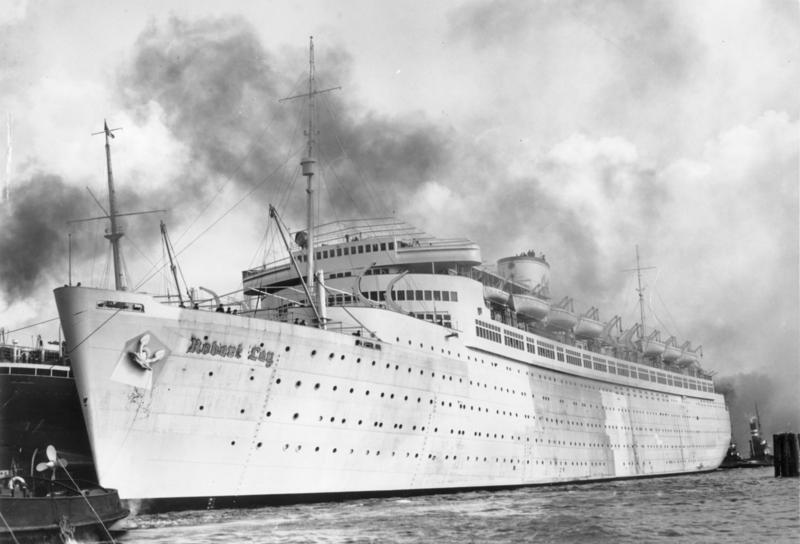
Das Kraft-durch-Freude-Schiff Robert Ley, Stapellauf 1938

Der bedeutendste Bau bis 1939 war der Auftrag der Deutschen Arbeitsfront für das K.d.F.-Kreuzfahrtschiff Robert Ley, das im März 1938 vom Stapel lief. Danach war die Werft einzig auf den Rüstungsbau ausgerichtet und spezialisierte sich im U-Boot-Bau der Typen VII C und VII C/41. Ab 1940 wurde auf dem Werftgelände am südwestlichen Ende des Vulkanhafens der U-Boot-Bunker Elbe II errichtet, der nach seiner Fertigstellung 1941 der Ausrüstung der neuen Schiffe vor ihrer Indienststellung diente und von Howaldt zusammen mit Blohm & Voss genutzt wurde.
Ab 1941 setzten die Howaldtswerke verstärkt Zwangsarbeiter ein; insgesamt handelte es sich um weit über tausend Menschen aus ganz Europa. Nachgewiesen sind die Unterbringung in acht von der Firma betriebenen Lager oder deren Beteiligung daran, drei davon waren Unterkünfte in der Stadt (in Övelgönne, in der St.-Pauli-Hafenstraße und in der Kirchenallee), die Beteiligung am Lager Waltershof IV zusammen mit Blohm & Voss, die Beteiligung an den Lagern in den Schuppen 43 und 44 am O’Swaldkai, ein firmeneigenes Lager am Langen Morgen, Hohe Schaar in Wilhelmsburg und die Beteiligung am Arbeitserziehungslager der Gestapo, ebenfalls am Langen Morgen.
Gegen Ende des Krieges wurde die Werft durch Bombenangriffe schwer getroffen, insbesondere der U-Boot-Bunker erhielt mehrere Treffer und wurde am 8. April 1945 teilweise zerstört. Kurz vor der deutschen Kapitulation wurden aufgrund des Regenbogen-Befehls von Admiral Dönitz vier U-Boote des damals neuesten Typs XXI im bzw. vor dem Bunker von der eigenen Besatzung versenkt.

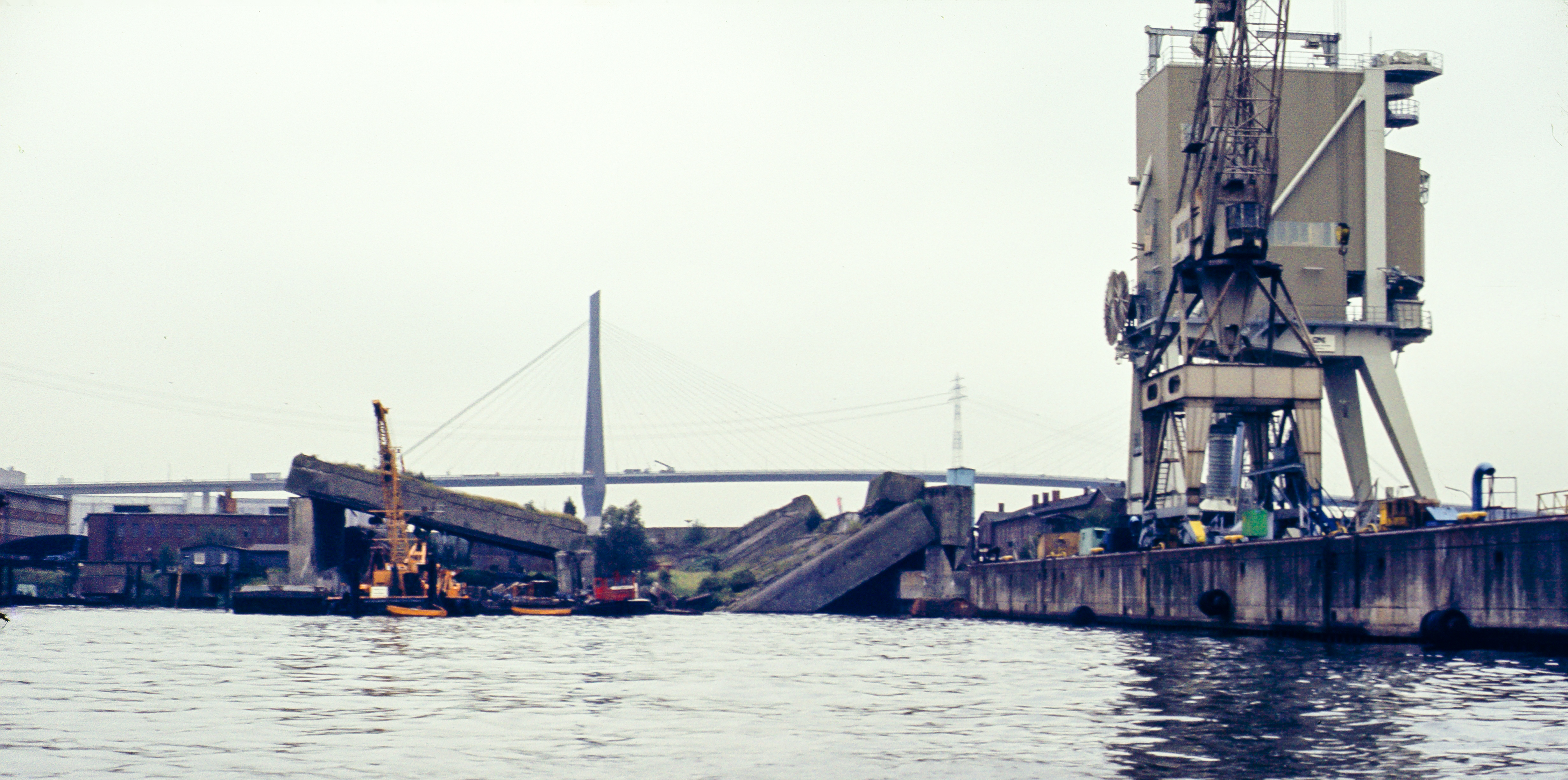
Vulkanhafen mit der Ruine des Bunkers Elbe II, 1981

Nach Kriegsende sprengten die britischen Royal Engineers die Anlage mitsamt den drei dort noch liegenden U-Boot-Wracks. Die Bunkerruine und Teile der Wracks blieben im Gelände sichtbar, insbesondere bei Niedrigwasser, bis der Vulkanhafen im Jahr 2003 zugeschüttet wurde.

### Nachkriegszeit
Ab dem Jahr 1948 begann der Wiederaufbau der Werft, 1952 wurden die Hamburger und Kieler Werften selbstständige Firmen: der Standort Ross wurde zur Howaldtswerke Hamburg A.G. (HWH); der andere Betrieb wurde zur Kieler Howaldtswerke AG, Kiel. In den Wirtschaftswunderjahren verzeichneten die HWH ein beachtliches Wachstum, gegen Ende der 1950er Jahre waren etwa 10.000 Arbeiter und Angestellte dort beschäftigt. Neben dem Werftgeschäft wurde der Maschinenbau und der Bau von Tankanlagen betrieben. Insbesondere aber war das Unternehmen bekannt durch seine Großbauten von Tankschiffen wie den damals weltweit größten Tina Onassis (Stapellauf 23. Juli 1953) und Al-Malik Saud Al-Awal (Stapellauf 3. Juni 1954).

### Fusion zur HDW

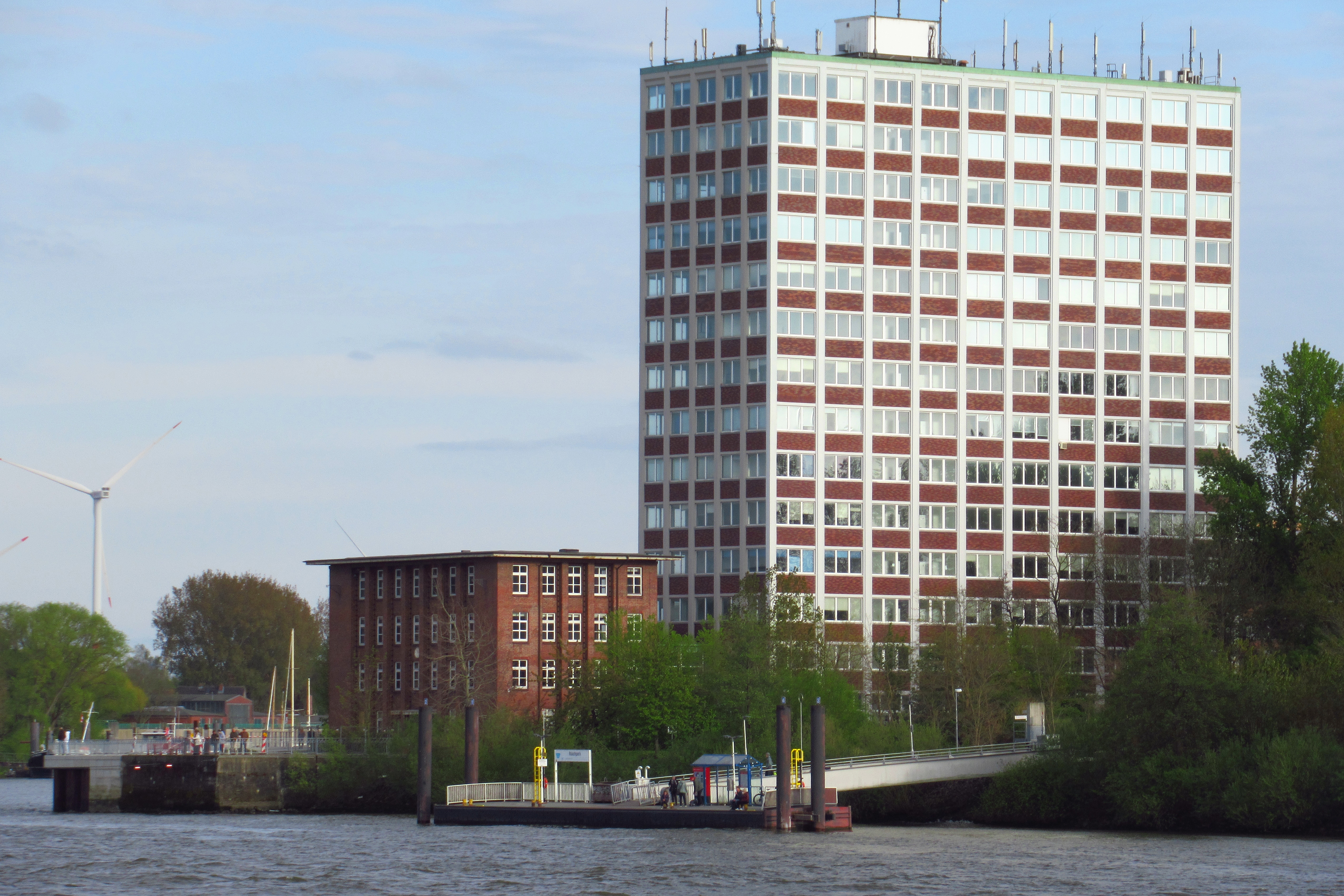
Das HDW-Hochhaus in Finkenwerder, ehemaliges Verwaltungsgebäude der HDW ab Ende der 1960er Jahre, Mai 2023

Die Verlagerung des Schiffbaus nach Asien führte in den 1960er Jahren zu massivem Auftragsrückgang, der sogenannten Werftenkrise, von der die Howaldtswerke massiv betroffen waren. Im November 1967 beschlossen das Bundesschatzministerium als Eigentümer der Howaldtswerke in Hamburg und Kiel sowie die Gutehoffnungshütte (GHH) als Eigentümer der Deutschen Werft den Zusammenschluss der drei Unternehmen zu den Howaldtswerken Deutsche Werft AG (HDW). Die Hamburger HDW umfasste darin neben dem Werk Ross die Betriebsteile Werk Finkenwerder, der ehemalige Hauptstandort der Deutschen Werft, und das Werk Reiherstieg, der ehemaligen Reiherstiegwerft, die bereits 1927 von der Deutschen Werft übernommen worden war. Im Werk Ross wurden vor allem Turbinentanker und Containerschiffe gebaut. Spektakulär war der Aufbau der Bohrinsel Transocean 4.

### Schließung

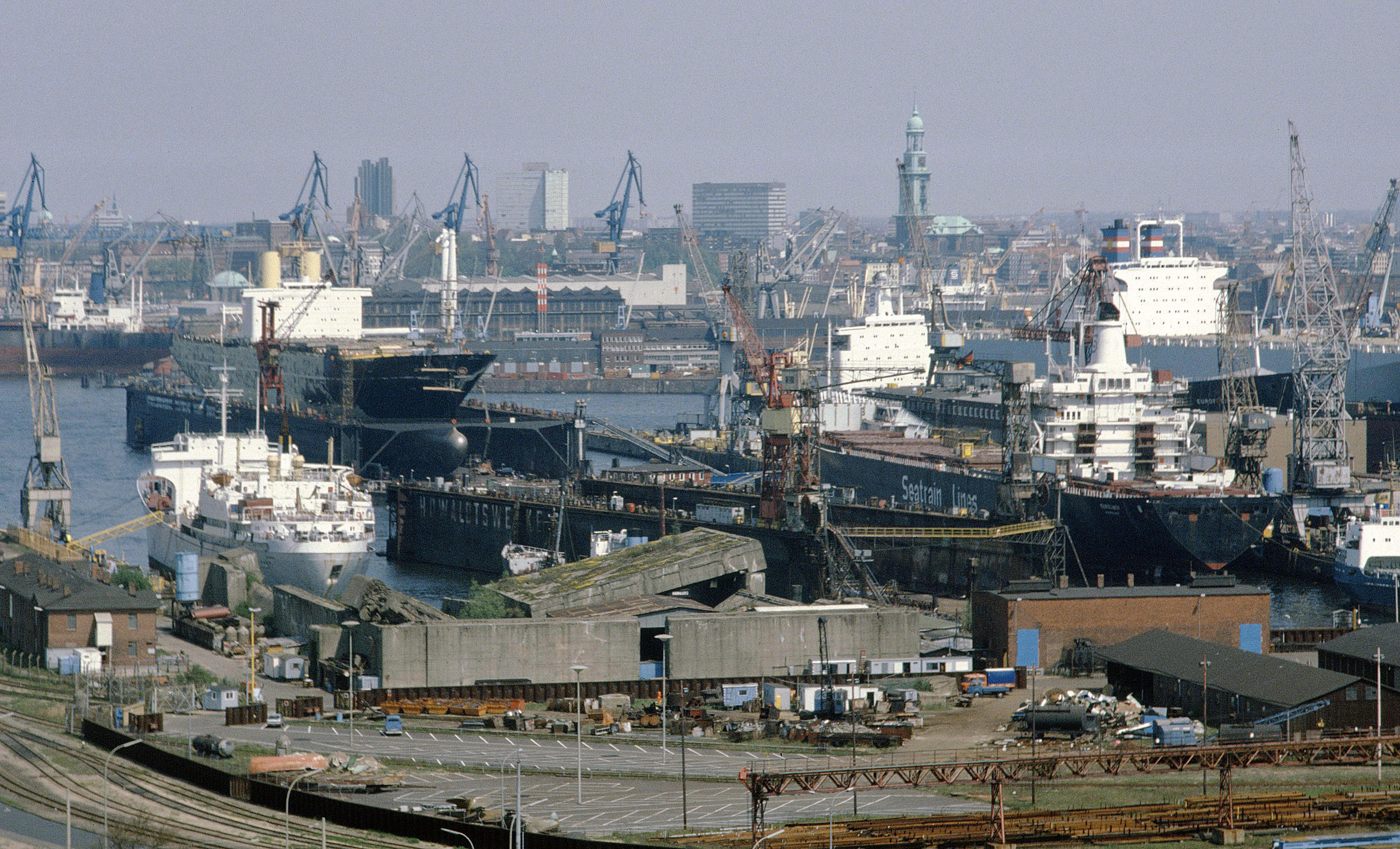
Umfangreicher Reparaturbetrieb 1980 (im Vordergrund der gesprengte Bunker Elbe II)

Doch auch die Fusion hielt den Niedergang nicht auf. Von den drei HDW-Standorten in Hamburg wurden bereits im Jahr 1973 der Schiffsneubau eingestellt und das Werk Finkenwerder geschlossen und im Jahr 1979 der Reparaturbetrieb im Werk Reiherstieg eingestellt. Das Werk Ross blieb mit 4600 Arbeitern zunächst bestehen. 1982 und 1983 wurden mit der Rebecca Wesch und der Karsten Wesch zwei moderne 18.750 BRT Mehrzweck-Containerschiffe gebaut. Doch im März 1983 gab die Geschäftsleitung die Entlassung von rund 2400 Beschäftigten bekannt. 1983 wurde der Schiffsneubau endgültig eingestellt und das Werftgelände um 100.000 Quadratmeter verkleinert. Zahlreiche Proteste begleiteten diesen Prozess, sie gipfelten in einer spektakulären Besetzung des Betriebsgeländes vom 12. bis zum 20. September 1983.
Am 1. Oktober 1985 wurde das Werk Ross als letzter Hamburger Betrieb der Howaldtswerke aus dem Werftenverbund ausgegliedert und sollte verselbstständigt werden. Doch am 21. November 1985 wurde die HDW rückwirkend zum 1. Oktober 1985, also dem Datum der Ausgliederung, an Blohm + Voss verkauft und zu deren Tochtergesellschaft Ross Industrie GmbH umgewidmet. Zu diesem Zeitpunkt waren noch etwa 2200 Arbeiter auf der Werft beschäftigt. In der Folgezeit kam es zu weiteren Entlassungen und ab Januar 1986 zur Kurzarbeit. Im Oktober 1987 wurde der Betrieb endgültig eingestellt.

### Nachgeschichte
Über Jahrzehnte waren im Vulkanhafen die Bunkerruinen und U-Boot-Wracks bei Niedrigwasser sichtbar. Erst mit der Erweiterung des Containerhafens wurden im Oktober 1995 die Boxen mit Elbsand zugespült und ab dem Jahr 1999 das gesamte Becken des Vulkanhafens verfüllt. Im Sommer 2003 konnten die letzten noch sichtbaren Reste mit einer Erdschicht überdeckt und eine Abstellfläche für Container des benachbarten Containerterminals Tollerort geschaffen werden.

## Schiffsbauten der Howaldtswerke Hamburg

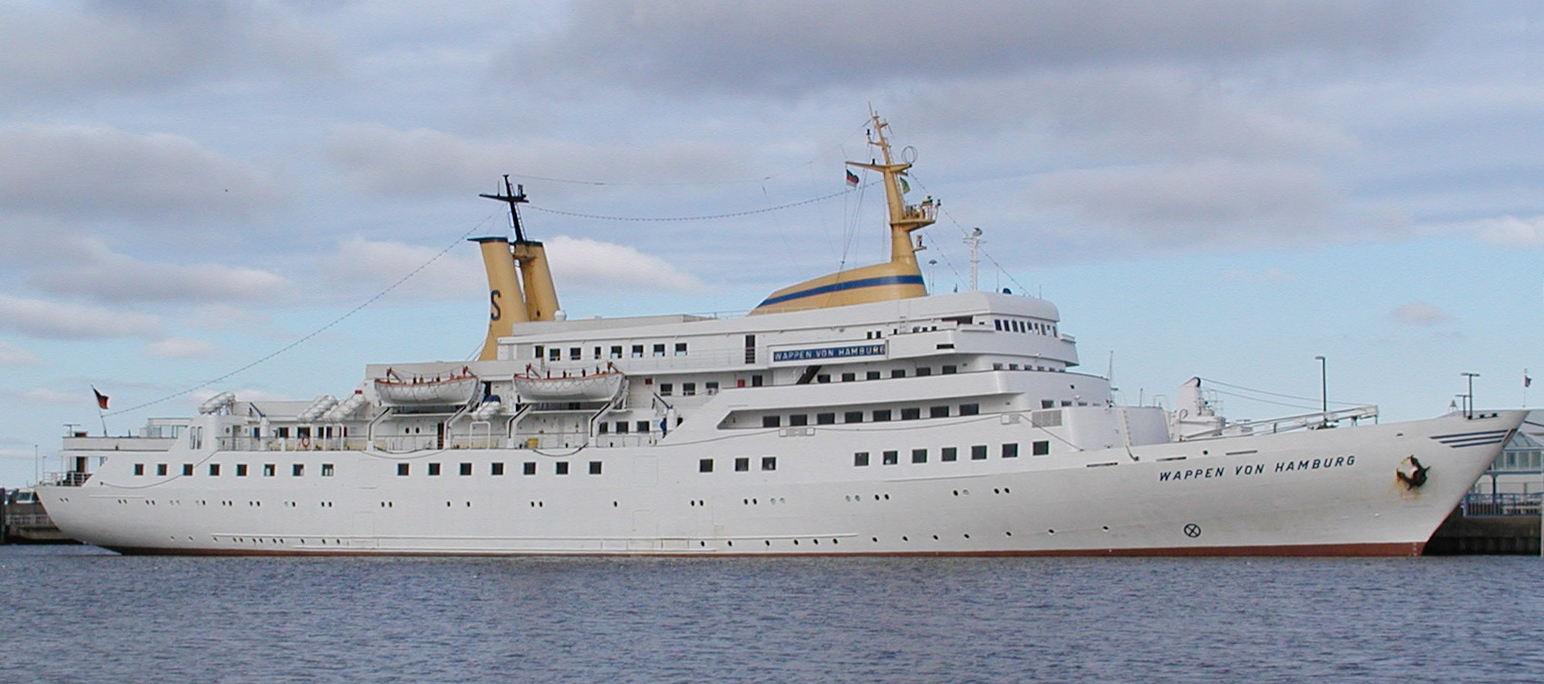
Seebäderschiff Wappen von Hamburg, Stapellauf 1965

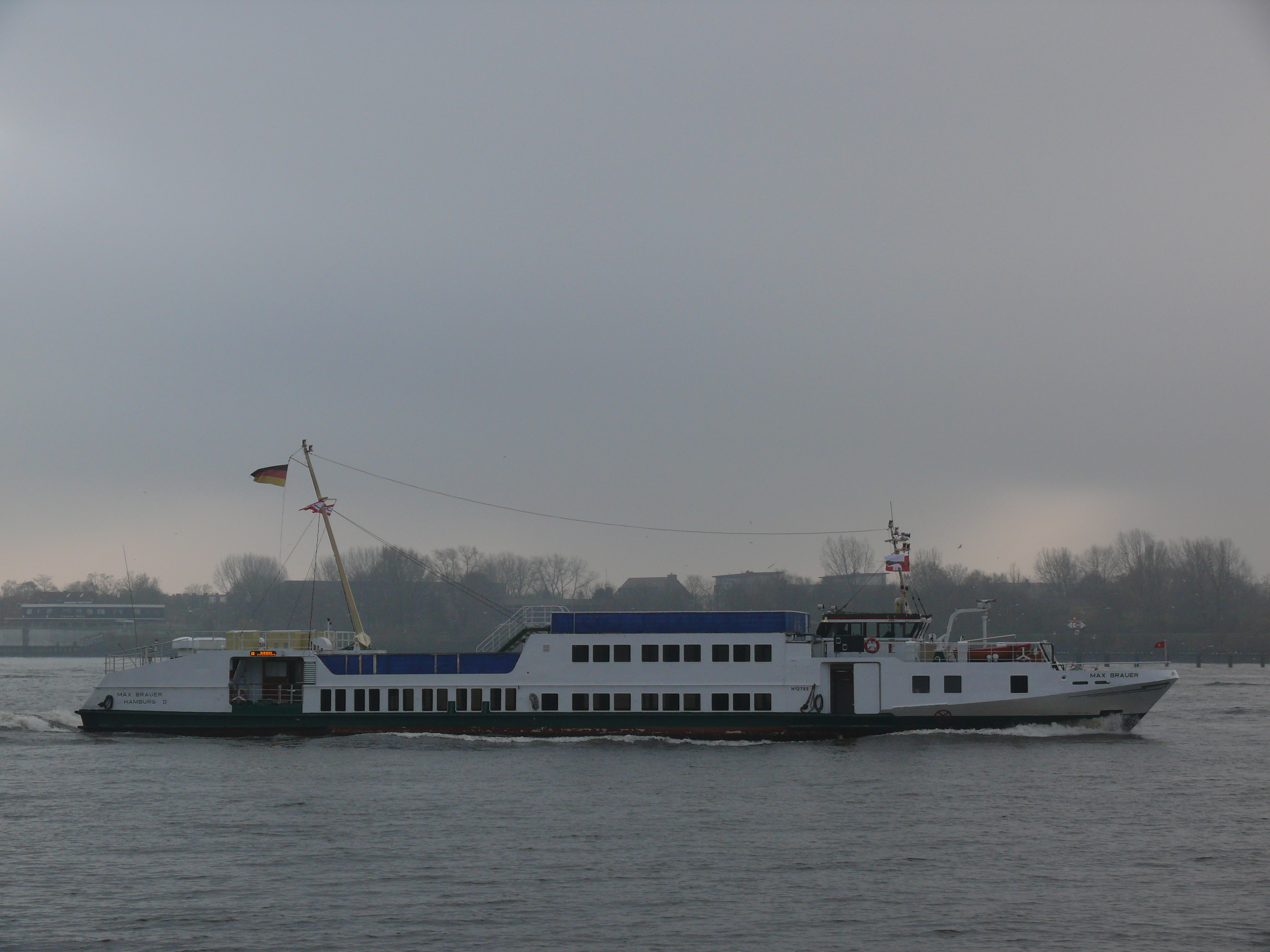
HADAG Fähre Max Brauer, Stapellauf 1980

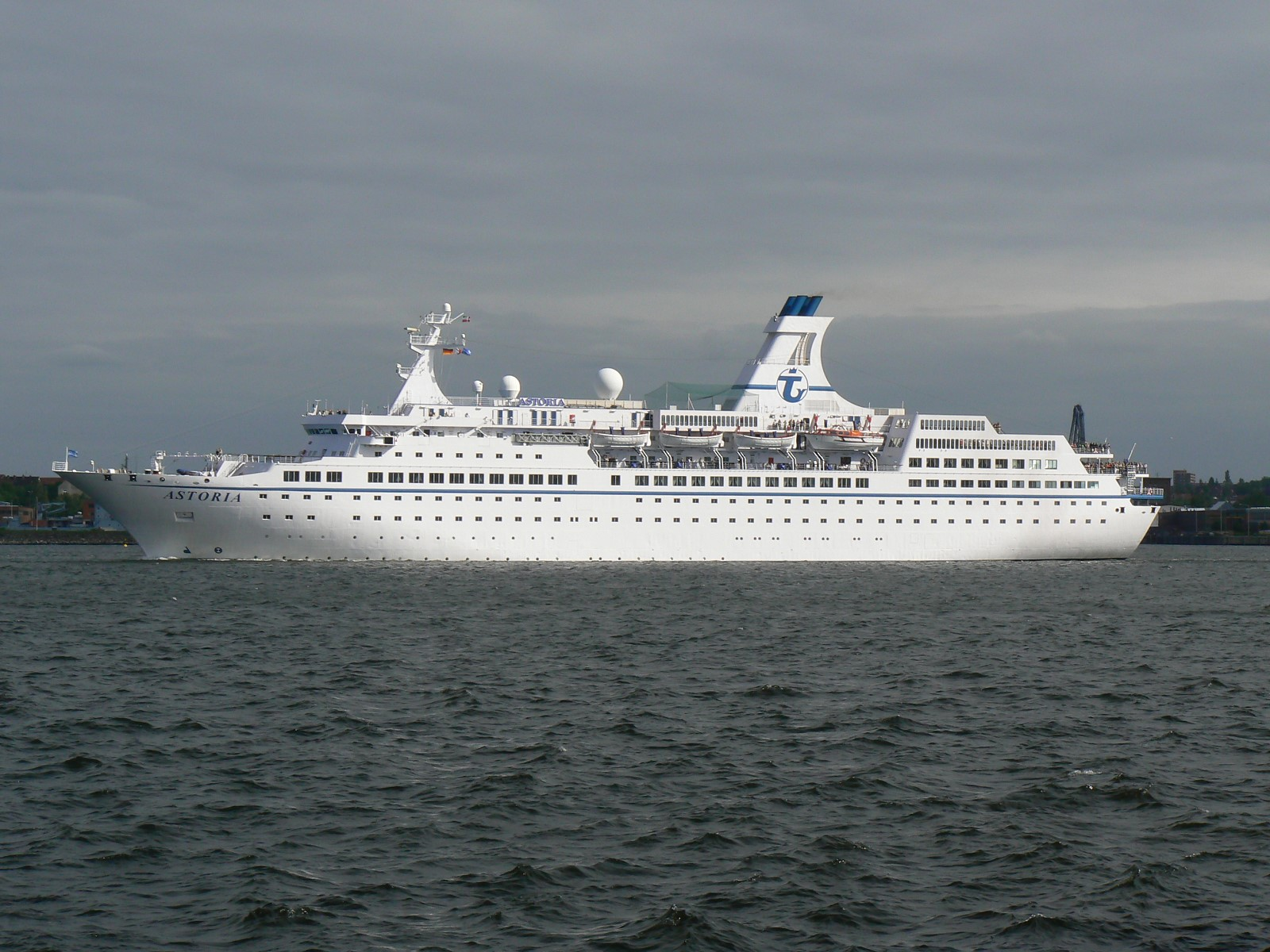
Kreuzfahrtschiff Astoria, Stapellauf 1981

Im Verlauf ihrer Existenz haben die Howaldtswerke Hamburg vor allem Frachtschiffe und Tankschiffe bis zu einer Größe um die 10.000 BRT gebaut, ab 1953 auch einige größere Turbinen-Tanker ab 25.000 BRT, daneben einige Fischdampfer und Fahrgastschiffe. Zwischen April 1941 und 1945 war die Werft ausschließlich für die Kriegsmarine tätig. In den 1960er Jahren erstellte sie 22 Landungsboote für die Bundesmarine.
Eine Auswahl bekannter Schiffe ist im Folgenden aufgeführt.
Als Howaldtswerke AG Kiel, Abteilung vormals Vulcan:
- Bäderschiff Königin Luise, 1934, für die Hamburg-Amerika-Linie
- Passagierschiff Robert Ley, 1938, für die Deutsche Arbeitsfront
- 33 U-Boote Typ VII C, 1940 bis 1944, für die deutsche Kriegsmarine

Als Howaldtswerke Hamburg A.G.:
- Turbinentanker Tina Onassis, 1953, für A.S. Onassis, New York
- Turbinentanker AI-Malik Saud AI-Awal, 1954, für A.S. Onassis, New York
- Motorfrachtschiff Cap San Nicolas, 1961, für die Hamburg-Südamerikanische D.G., Hamburg, 1982 in Gadani verschrottet
- Motorfrachtschiff Cap San Antonio, 1961, für die Hamburg-Südamerikanische D.G., Hamburg, 1986 in Huangpu verschrottet
- Fahrgastschiff Helgoland, 1963, für die HADAG, Hamburg, war als Hospitalschiff in Vietnam
- Fahrgastschiff Wappen von Hamburg, 1965, für die HADAG, Hamburg, von November 2010 bis Januar 2011 in Esbjerg verschrottet
- 22 Landungsboote Klasse 520, 1965 bis 1966, für die Bundesmarine

Als Howaldtswerke – Deutsche Werft A.G., Hamburg und Kiel (HDW):
- Bohrinsel Transocean 4, 1977, für die Transocean Drilling Co.
- Fahrgastschiff Max Brauer, 1980, für die HADAG, Hamburg, ab April 2015 in Papenburg verschrottet
- Fahrgastschiff Adolph Schönfelder, 1981, für die HADAG, Hamburg, seit 2007 als Adler Vineta in  Peenemünde
- Fahrgastschiff Astor, 1981, für die HADAG, 2022 in Aliağa verschrottet
- Mehrzweck-Containerschiffe der C-Klasse